# Múa khiêu dâm

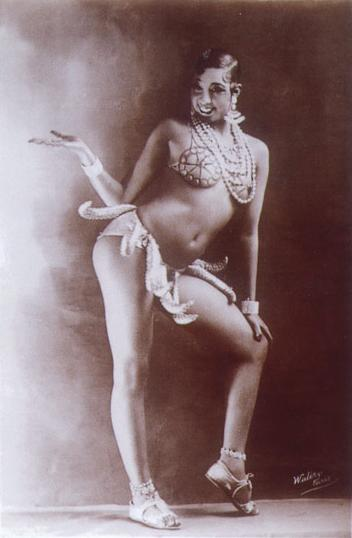
Josephine Baker trong một điệu múa cabaret huyền thoại

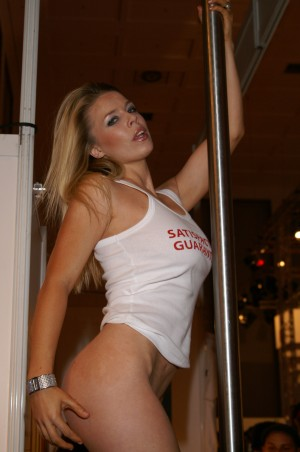
Vũ công múa cột thoát y Kelly Stafford

Một điệu múa khiêu dâm/kích dục là một điệu múa cung cấp giải trí kích dục và mục tiêu là kích thích những suy nghĩ hoặc hành động khiêu dâm hoặc tình dục ở người xem. Khiêu vũ khiêu dâm là một trong một số thể loại khiêu vũ chính dựa trên mục đích, chẳng hạn như khiêu vũ nghi lễ, khiêu vũ cạnh tranh, khiêu vũ tham gia, khiêu vũ biểu diễn và khiêu vũ xã hội.
Quần áo múa khiêu dâm thường là tối giản (thiếu vải), và có thể cởi bỏ hoàn toàn. Ở một số khu vực của Hoa Kỳ nơi tiếp xúc với núm vú hoặc bộ phận sinh dục là bất hợp pháp, một vũ công có thể đeo bánh ngọt và G-string để tuân thủ luật pháp. Khỏa thân, tuy nhiên, không phải là một yêu cầu của khiêu vũ khiêu dâm. Văn hóa và khả năng của cơ thể con người là một thành phần thẩm mỹ quan trọng trong nhiều phong cách múa.

Các điệu múa khiêu dâm bao gồm các hình thức hoặc phong cách múa sau đây: 
- Can-can
- Cage dance
- Go-go dance
- Hoochie coochie
- Mujra
- Sexercise
- Múa thoát y
  - Múa cột
  - Múa bong bóng
  - Fan dance
  - Gown-and-glove striptease
  - Múa đùi
    - Múa salon (couch)
    - Múa tiếp xúc
    - Múa đùi limo

  - Dance of the seven veils
  - Múa bàn
- Grinding (dance)
- Neo-Burlesque
- Twerking

 Những điệu múa khiêu dâm đôi khi được gọi nhầm (hoặc uyển ngữ) là những điệu múa exotic. Trong khi có sự chồng chéo, chúng không giống nhau. Không phải tất cả các điệu múa exotic là khiêu dâm, và ngược lại.